# Johanna Sjunnesson
Johanna Viktoria Sjunnesson, född 9 september 1974 i Emmislöv, är en svensk cellist.
Sjunnesson studerade vid Ingesunds folkhögskola och vid Kungliga Musikhögskolan i Stockholm för Elemér Lavotha. Studierna avslutades med solistdiplomkonsert 1997 med Kungliga Filharmoniska Orkestern i Stockholm. Stora utlandsstipendiet från Musikaliska Akademien och andra utmärkelser ledde till ett flertal utlandsstudier.
Sedan 1999 är Johanna Sjunnesson anställd i Sveriges Radios symfoniorkester. Under åtta år var hon medlem i Tämmelkvartetten med Cecilia Zilliacus som primarie. SVT gjorde en dokumentär om kvartetten, vilka spelade in musik för skivbolaget Atrium (Warner Music). Deras CD Music in Darkness dedicerades till Ingmar Bergman.
Som solist har Johanna Sjunnesson framträtt vid Polarprisbankett då Yo-Yo Ma och Paul Simon mottog pris, Grammisgala, Trettondagskonsert med Sveriges Radios Symfoniorkester och olika framträdanden i Stockholms Konserthus, Kulturhuset, Dansens Hus, Blå Hallen och Nobelmuseet.
Sjunnesson komponerar musik i postklassisk stil. Ett beställningsverk för Nordiska Rådets prisutdelning 2019 uruppfördes på Konserthuset i Stockholm. Musik som även spelats i internationell TV och radio, på Nobeldagen, i en film för Fotografiska museet och på flera konsertscener såsom genreöverskridande Gränslandet - en Symfonisk Festival. Hon har skrivit musik för dokumentären Arktisexpeditionen för Sveriges Radio, Vetenskapsradion. Tillsammans med Mikael Lind, Reykjavik, har hon producerat egen musik för EP:n Celistial.

## Diskografi
- 1996 Music in darkness med Tämmelkvartetten[2]
- 1997 Malgomaj med Jonas Knutsson
- 1997 Eventide med Nicolai Dunger[3]
- 2000 Sings Salvadore Poe med Lisa Ekdahl
- 2010 Anna Bergendahl Yours Sincerely[4]
- 2020 Mornings of the world med Hugar, Island
- 2021 Celistial